# Quai Sur-Meuse
Le quai Sur-Meuse est une artère liégeoise qui relie le quai Roosevelt au quai de la Ribuée sur la rive gauche de la Meuse entre la passerelle Saucy et le pont des Arches.

## Description

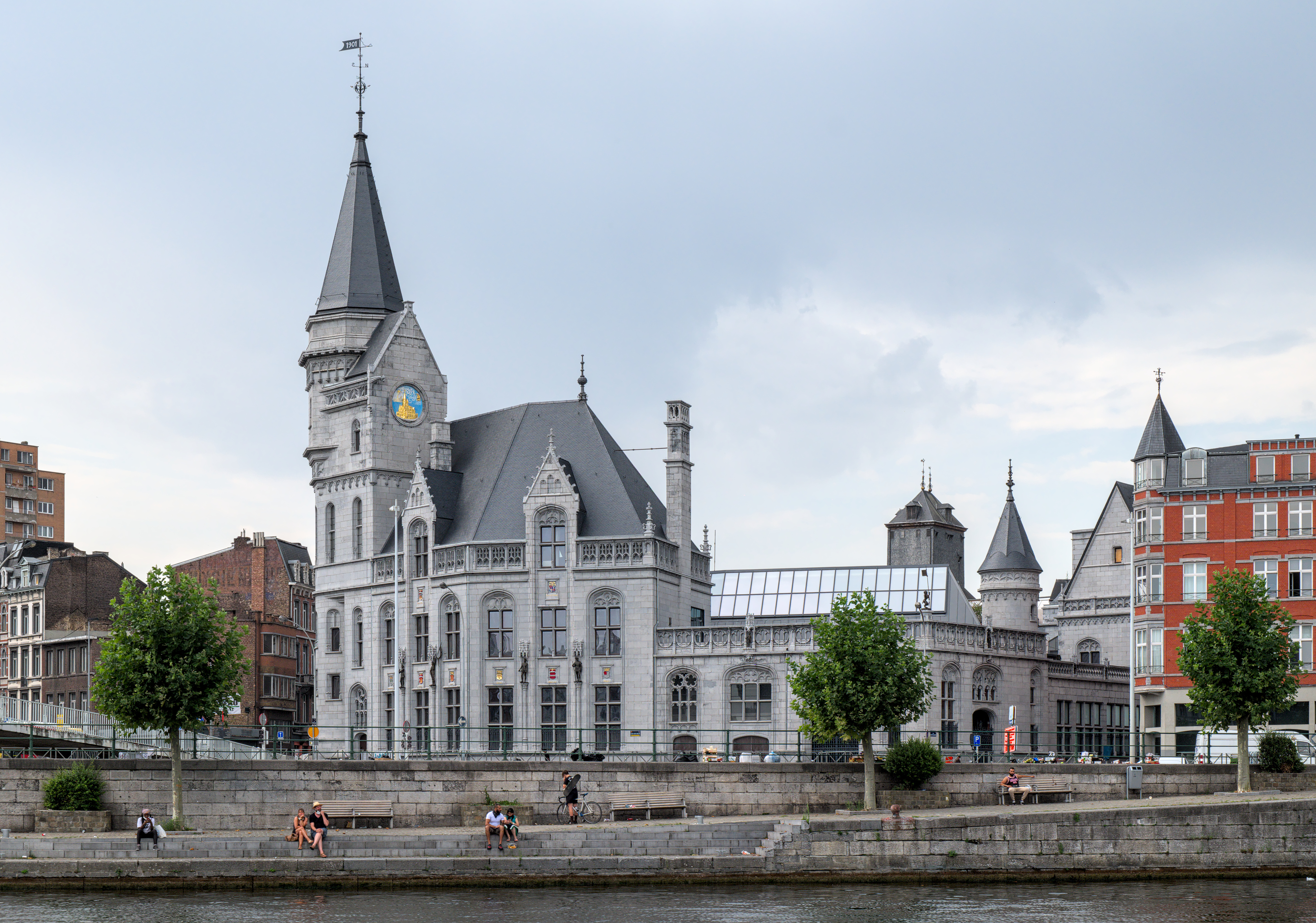
La Grand Poste en 2020, après restauration.

Passant sous le pont des Arches, le quai compte trois bandes de circulation automobile. Après une centaine de mètres, la voirie s'élargit et se divise en deux rues délimitant ainsi un espace occupé par un parking. Le quai devenu de facto une place est limité au sud par la rue de la Régence et la passerelle Saucy franchissant la Meuse.

## Historique
Jusqu'au début du XIXe siècle, un des bras secondaires de la Meuse, le biez Saint-Denis, provenant de l'actuelle rue de la Régence, retrouvait le cours principal du fleuve au niveau de la partie sud du quai. Son assèchement et son comblement ont permis la continuité des quais en cet endroit de la rive gauche de la Meuse.
La place décrite ci-dessus a été occupée à partir de 1868 par une halle à la criée entourée d'échoppes et d'un marché aux légumes, fruits et fleurs. La halle fut démontée au début du XXe siècle et le marché aux légumes cessera d'exister en juillet 1963.

## Architecture
- L'ancienne Grand Poste inaugurée le 16 décembre 1901.
- Les immeubles situés aux nos 6 et 17 ont été bâtis au cours du XVIIe siècle. La devanture du no 17 (café Lequet) possède des éléments de style Art nouveau ajoutés au début du XXe siècle par l'architecte Jos. Lejeune[1].

## Activités
Le quai est occupé chaque dimanche par le marché de la Batte.

## Transports
Un embarcadère situé près de la passerelle Saucy, la station Centre ville, permet d'emprunter la navette fluviale.

## Voiries adjacentes
- Quai de la Ribuée
- Pont des Arches
- Rue Nagelmackers
- Rue de l'Agneau
- Rue du Rêwe
- Rue du Champion
- Rue Matrognard
- Chéravoie
- Rue de la Régence
- Passerelle Saucy
- Quai Roosevelt

## Galerie

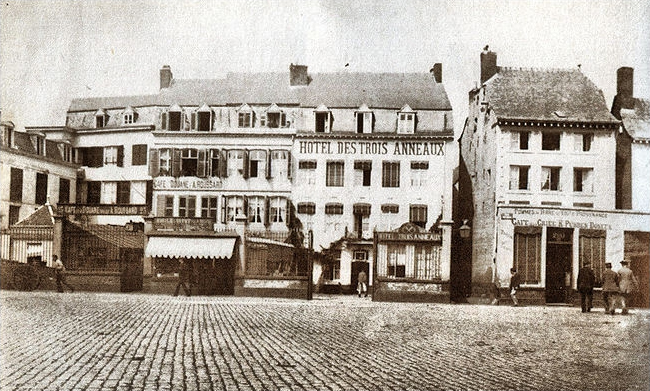
Maisons du quai démolies pour laisser place à la Grand Poste.
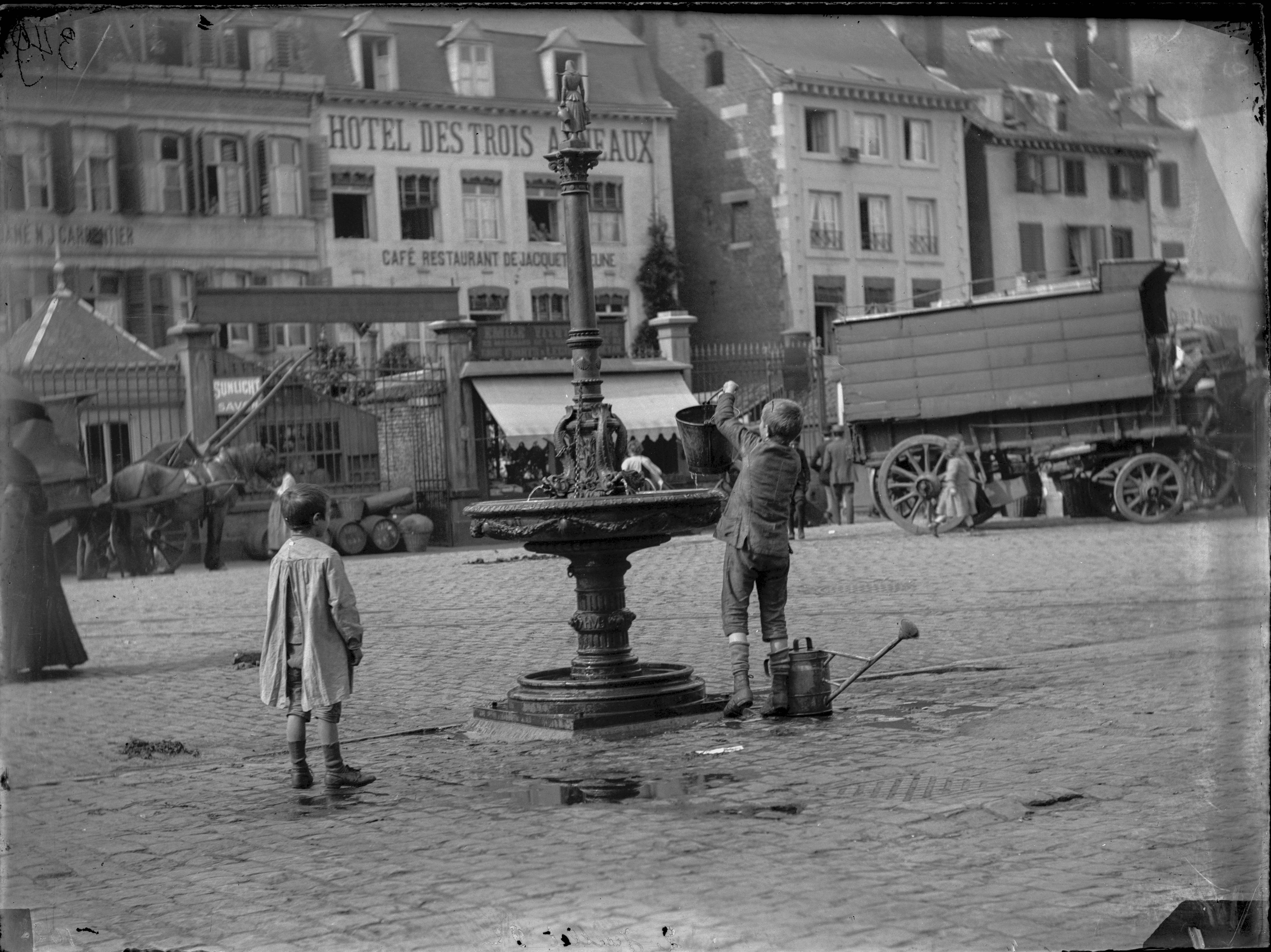
Enfants à la fontaine Montefiore du quai en 1892.
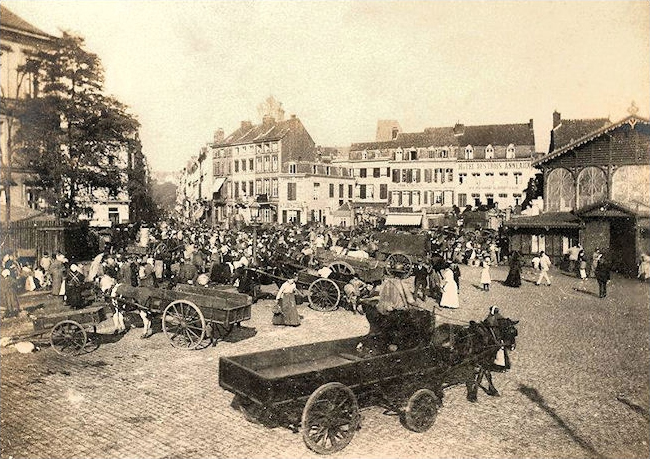
Marché et halle à la criée au IXe siècle.
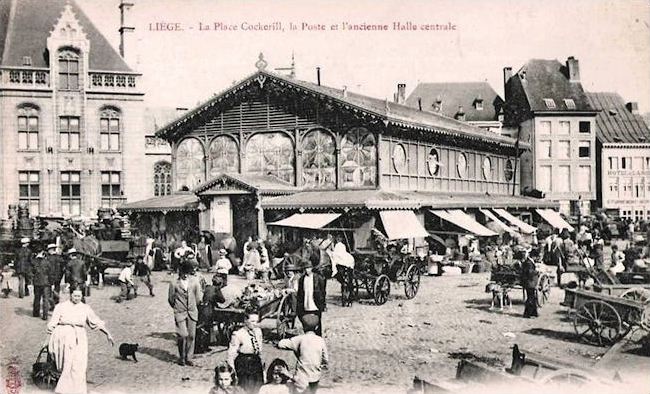
Marché et halle à la criée peu après la construction de la Grand Poste.
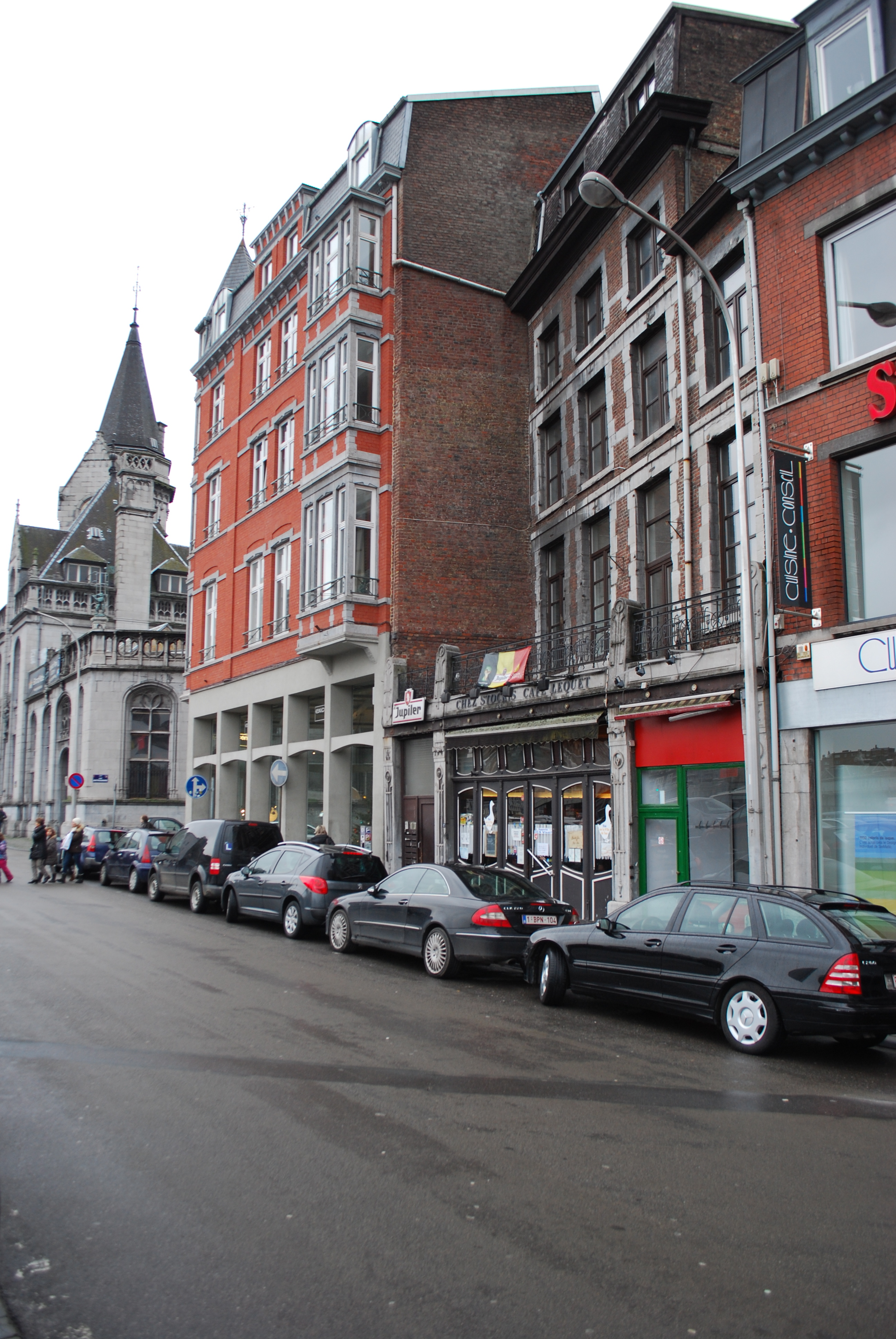
Le café Lequet et la Grand Poste en arrière-plan.

### Source et lien externe
- Claude Warzée, « La rue et la passerelle de la Régence, l’hôtel des Postes », sur Histoires de Liège, 25 septembre 2014 (consulté le 5 août 2023)